# Тюнтина, Лидия Михайловна
Ли́дия Миха́йловна Тю́нтина (6 января 1899, Харьков — 27 ноября 1989, Ленинград) — артистка балета и педагог. Народная артистка Башкирской АССР (1957), Заслуженный деятель искусств РСФСР (1972).

## Биография
По окончании Петроградского театрального училища (педагог К. М. Куличевская, 1861—1923) в 1917 году была принята в балетную труппу бывшего Императорского Мариинского театра, где танцевала сольные партии.
Начиная с 1937 года начала преподавать классический танец в Ленинградском хореографическом училище — поначалу в младших классах. В 1938 году окончила педагогические курсы, организованные при училище Агриппиной Вагановой и Фёдором Лопуховым годом ранее.
Преподавала в училище до 1983 года, подготовила несколько выпусков. В 1944—1976 годах была педагогом-репетитором детской балетной группы училища, участвовавшей в спектаклях Театра оперы и балета имени Кирова и других ленинградских театров. В 1951—1954 годах также работала педагогом-репетитором в театре им. Кирова.

### Ученики
Среди учениц Лидии Тюнтиной:
- Людмила Сафронова (ученица в младших классах, выпуск Агриппины Вагановой, 1947)
- Алла Осипенко (выпуск 1950 года)
- Галина Покрышкина и Калерия Федичева (выпуск 1955 года)
- Наталья Большакова (выпуск 1963 года)[2]
- Елена Евтеева (выпуск 1966 года)

## Награды и премии
- 1957 — Народная артистка Башкирской АССР
- 1972 — Заслуженный деятель искусств РСФСР
- орден «Знак Почёта» (10.06.1988)

## Семья
Сын — Александр Данилович Грач (1928—1981), историк и археолог.